# Зігфрід Гуссманн
Зі́гфрід Гу́ссманн (нім. Siegfried Gussmann; 1896 — ?) — німецький льотчик-ас, лейтенант Імперської армії.

## Біографія
Учасник Першої світової війни. У 1917 році літав спостерігачем із пілотом лейтенантом Карлом Пельцером у 3-му льотному дивізіоні. Після закінчення льотної підготовки в листопаді 1917 року направлений в 11-ту винищувальну ескадрилью. 7 квітня 1918 року поранений у бою. У квітні 1918 року переведений у 5-й льотний запасний дивізіон, але вже 22 серпня знову повернувся в 11-ту винищувальну ескадрилью, де залишався до закінчення війни.
Всього за час бойових дій здобув 5 перемог.

## Нагороди
- Залізний хрест 2-го і 1-го класу